# San Jerónimo Sud

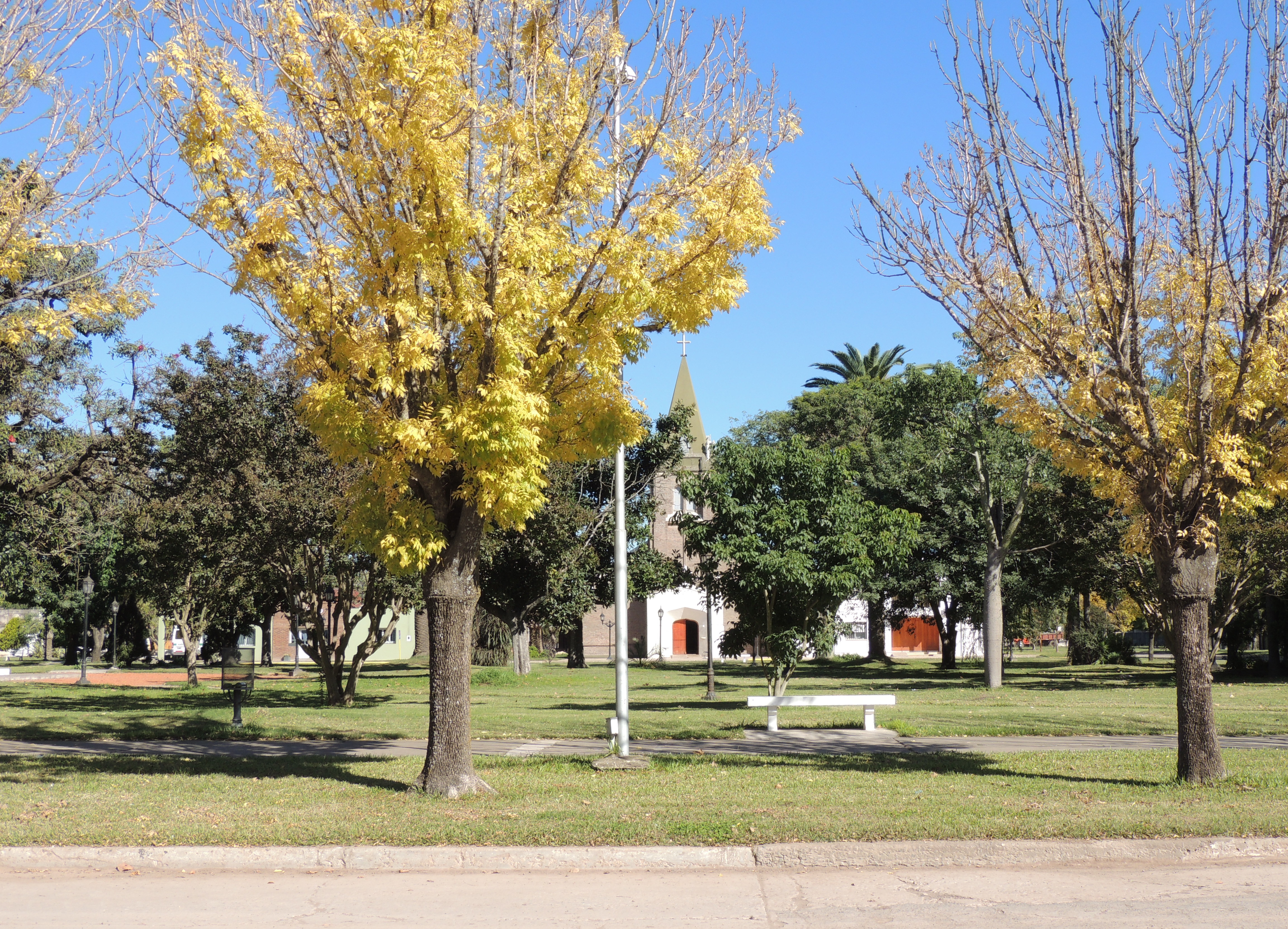
Plaza San Martín y Parroquia San Jerónimo

San Jerónimo Sud es una comuna argentina del departamento San Lorenzo en la provincia de Santa Fe. 
Situada a 35 km de la ciudad de Rosario y a 146 km de la capital provincial, Santa Fe de la Vera Cruz. Contaba con 2,780 habitantes (Indec, 2010), lo que representa un incremento del 1,47% frente a los 2,754 habitantes (Indec, 2001) del censo anterior.
La comuna fue creada el 13 de febrero de 1891.

## Historia
Los primeros vecinos de San Jerónimo Sud fueron suizos y franceses que llegaron alrededor de 1871. Eran 133 personas que habían recibido una oferta por parte de la compañía de tierras de F.C.C.A., que proyectaba una estación intermedia entre Carcarañá y Roldán. De esta manera nació Colonia Bernstadt (ciudad de Berna), origen de San Jerónimo Sud y Roldán. La Iglesia Católica se dedicó a San Jerónimo.

### Origen del nombre
Su nombre partió de una disputa entre ambas colectividades, los primeros querían que se llamara Nueva Suiza y los segundos Nueva Francia. Como no se ponían de acuerdo, alguien sugirió fijarse en el almanaque el nombre del santo que se recordaba ese día. Con el tiempo se le agregó "sud", ya que existía otro poblado homónimo en el norte de la provincia y había confusión con el envío de correspondencia y mercadería.

## Economía
Una de las principales industrias presentes en San Jerónimo Sud es Cara Negra, dedicada a la elaboración de dulce de leche, también CATTANEO EQUIPAMIENTOS, dedicada a la fabricación de implementos avícolas.

## La comuna

#### Comisión comunal
Presidente
HORACIO CIANCIO
Período: 10 de diciembre de 2017 – actualidad
Vicepresidente
JUAN CARLOS STAHLI 
Período: 10 de diciembre de 2017 – actualidad
Tesorera
PATRICIA VOSKERICHIAN
Período: 10 de diciembre de 2017 – actualidad
Vocal
EDUARDO BARZANTI
Período: 10 de diciembre de 2017 – actualidad
Vocal
BETINA ORTOLANO
Período: 10 de diciembre de 2019- actualidad

#### Comisión contralores
Titulares:
SCHIBLI LEANDRO
Período: 10 de diciembre de 2017 – actualidad
TAPIA FRANCO
Período: 10 de diciembre de 2017 – actualidad
LUCIANO MANTOVANI
Período: 10 de diciembre de 2019 - actualidad